# Fayette megye (Iowa)
Fayette megye az Amerikai Egyesült Államokban, azon belül Iowa államban található. Lakosainak száma 19 509 fő (2020. április 1.). Fayette megye Winneshiek, Buchanan, Bremer, Chickasaw, Black Hawk, Allamakee, Clayton és Delaware megyékkel határos.

## Népesség
A megye népessége az elmúlt években az alábbi módon változott:
| Lakosok száma | 20 873 | 20 974 | 20 822 | 20 502 | 20 257 | 19 509 |
|               | 2010   | 2011   | 2012   | 2013   | 2015   | 2020   |